# Coll:set
[Coll:set] è il primo album in studio del gruppo giapponese D'espairsRay uscito il 29 giugno 2005.

## Tracce
1. "Infection" - 4:10
2. "Dears" - 3:51
3. "In Vain" - 4:15
4. "Grudge" - 3:54
5. "Tsuki no Kioku -Fallen-" (月の記憶 -fallen-?) - 5:19
6. "Garnet" - 4:28
7. "Abel to Cain" (アベルとカイン?) - 5:23
8. "Fuyuu Shita Risou" (「浮遊した理想」?) - 4:26
9. "Forbidden" - 4:47
10. "Hai to Ame" (灰と雨?) - 5:15
11. "Tainted World" - 5:15
12. "[The World in a Cage]" - 2:42
13. "Marry of the Blood -Bloody Minded Mix-" - 5:29
14. "Born -White Stream Mix-" - 4:52